# Соціальне інвестування

При соціально-відповідальному інвестуванні Magisches Dreieck der Vermögensanlage перетворюється в квадрат: до рентабельності, ліквідності та безпеки додається вершина стійкості інвестицій

Соціальне інвестування (англ. Social Investment) або соціально-відповідальне інвестування (англ. Socially responsible investing, SRI) — синонімічні назви різних практик вкладення ресурсів з метою досягнення позитивного соціального ефекту.
Термін «соціальне інвестування» в загальному випадку не має чітких кордонів і може в рівній мірі застосовуватися до відмови від вкладень в певні активи (наприклад, покупка акцій виробників алкогольної продукції, тютюну, фастфуду, порнографії, зброї, представників грального, військового або сировинного бізнесу), до інноваційного вирішення соціальних проблем (наприклад, через інвестування в соціальні підприємства, що пропонують нові технології), інвестицій в розвиток регіонів (наприклад, в створення початкових шкіл в Центральній Африці), або навіть до внутрішньокорпоративних вкладень (наприклад, витрати на підвищення кваліфікації співробітників).
Термін «соціально-відповідальне інвестування» іноді у вузькому сенсі відносять до практики, спрямованої на запобігання нанесення соціального шкоди шляхом перевірки компаній перед їх включенням в інвестиційний портфель. Однак цей же термін використовується і в більш широкому контексті, припускаючи активний підхід, при якому інвестування направлено на захист соціальних інтересів акціонерів, і інвестування в співтовариства, зближуючись з поняттям «імпакт-інвестування» або навіть включаючи його в себе.
Соціальне інвестування у відносно вузькому сенсі широко поширене, має в своїй основі солідну теоретичну базу, часто відображено в законодавчому регулюванні різних країн і характеризується підтримкою урядів провідних економічних держав. У той же час, за словами американського інвестора Емі Доміні, захист інтересів акціонерів та інвестування в товариства є стовпами соціально-відповідального інвестування, і одного лише виключення з інвестиційних портфелів соціально шкідливих активів недостатньо.
Області, на загальну думку визнаних практиків SRI, що викликають особливу стурбованість, іноді підсумовуються під абревіатурою ESG: навколишнє середовище (англ. environment), соціальна справедливість (англ. social justice) та корпоративне управління (англ. corporate governance).
Фізичні та юридичні особи, систематично практикуючі соціальне інвестування, називаються соціальними інвесторами.

## Термінологія
В українській мові поширено два терміни: «соціальне інвестування» (англ. social investment) і «(соціально) відповідальне інвестування» (англ. (socially) responsible investing; SRI), що описують фактично одне і те ж поняття, і мають схожу еволюцію. Перший з них вживається частіше, особливо в наукових роботах, другий — більш поширений в корпоративному середовищі, або в не зовсім коректному контексті корпоративної соціальної відповідальності, а також по відношенню до історії виникнення явища.
Крім того, в українську мову введено близьке поняття «інвестиції впливу» (англ. impact investment/investing) (англ. Impact investment / investing) або «інвестиції соціального впливу», яке може розглядатися як окремий випадок соціального інвестування з більш чітко окресленими кордонами.
В англійській мові, поряд з позначеними вище, використовується ще кілька термінів, що описують або те ж саме поняття, або його підвиди з промовистими назвами. Зокрема це стійкі /розвиваючі/ підтримуючі інвестиції (англ. sustainable investing/investment), відповідальні інвестиції (англ. responsible investing/investment), свідомі інвестиції (англ. socially conscious investing/investment), зелені інвестиції (англ. green investing/investment), чисті інвестиції (англ. clean investing/investment), етичні інвестиції(англ. ethical investing/investment).
Характеристика «етичний», по відношенню до фінансової діяльності, набула поширення в банківській справі.

## Визначення

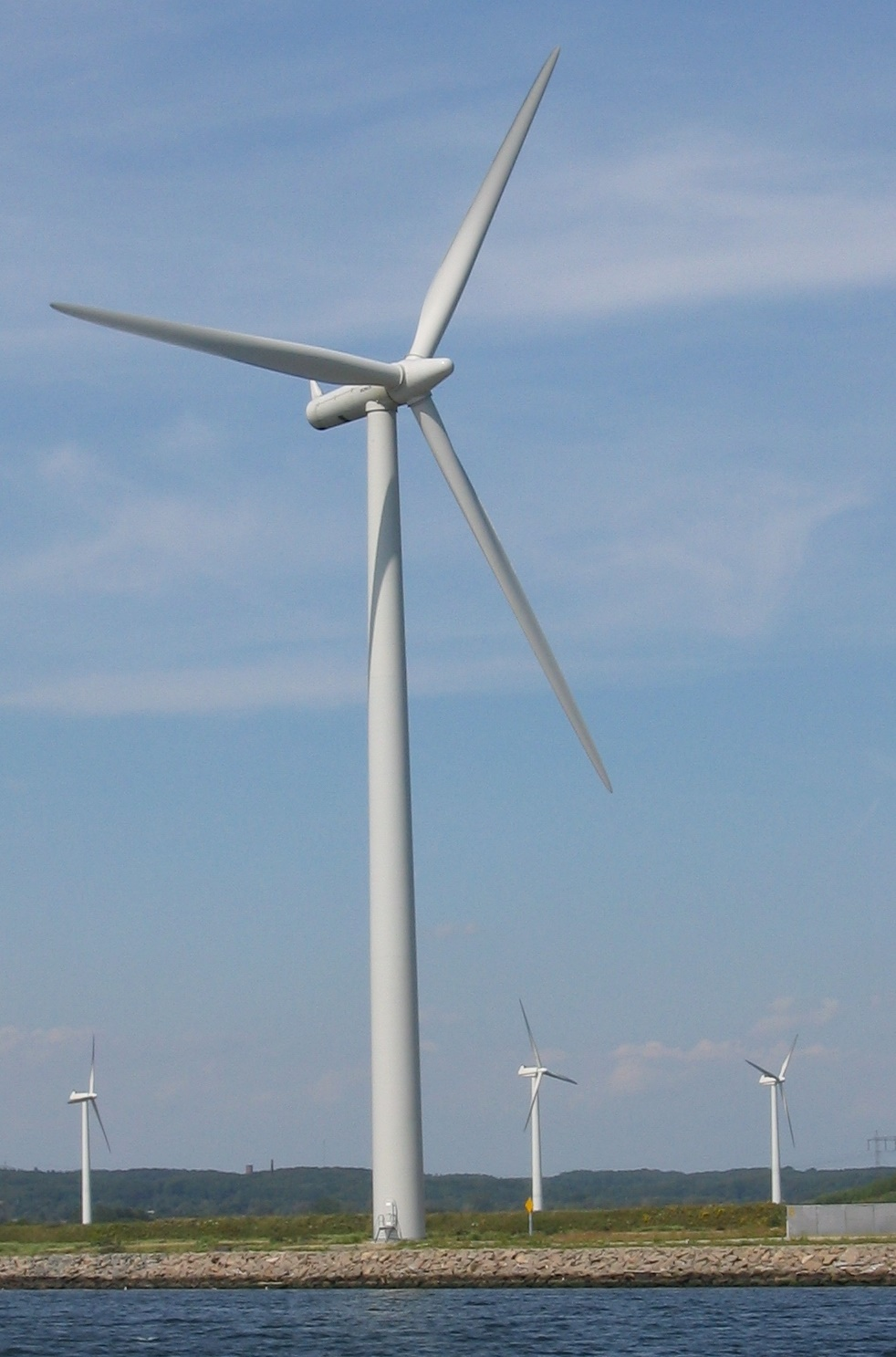
Альтернативна енергетика — один з напрямів соціального інвестування

Єдиного визначення терміна «соціальні інвестиції» і його окремих випадків не існує. Вони часто розглядаються в розрізі бізнесу або філантропії, тяжіючи то до одного, то до іншого. Об'єднуючим є лише очікування позитивного (корисного), в сприйнятті інвестора, соціального ефекту.
Під словом «соціальний» в загальному випадку розуміється не тільки вирішення соціальних, а й проблем пов'язаних з екологією, і навіть з іншими областями, що позитивно оцінюються людьми або суспільством, аж до інфраструктурних і мікроекономічних, наприклад, практикою корпоративного управління.
У загальному випадку вплив соціальних інвестицій може бути направлено як назовні — рішення проблем суспільства, так і у середину організацій або громад.
Ефективність, що надається соціальними інвестиціями, також однозначно не визначена і може бути націлена як на помітне вирішення проблеми (інвестиції впливу), так і на зняття приватної соціальної напруженості, або навіть виключення небажаних, в сприйнятті інвестора, соціальних ефектів, в тому числі і від безпосередньо його діяльності (непричетність), що ближче до поняття соціально-відповідального інвестування. Актуальне ж визначення інвестицій впливу не тільки звужує спектр подібних вкладень, але ще і вимагає вимірності — чисельного вираження результатів соціального ефекту.
Відбір об'єктів соціального інвестування може здійснюватися на основі:
- негативного скринінгу — шляхом виключення небажаних об'єктів для інвестицій, який часто пов'язують з «соціально-відповідальним інвестуванням»(англ. socially responsible investing), корпоративним сектором та історією виникнення явища;
- позитивного скринінгу — включенням в інвестиційну стратегію напрямків, які можуть дати потрібний або максимальний ефект в цільовій області; останнє ближче до поняття «інвестиції впливу» (англ. impact investment) і сучасною практикою;
- цих та інших підходів в різних поєднаннях.

Під інвестиційними вкладеннями найчастіше розглядаються грошові кошти, хоча в розширювальному тлумаченні ними можуть бути і нефінансові ресурси, наприклад волонтерська праця, час, знання, навички, вміння і т. д.
У розширювальному тлумаченні соціальні інвестиції можуть не розглядатися в якості способу досягнення зворотності вкладеного капіталу. Проте у вузькому сенсі і практичній діяльності найчастіше економічна ефективність є невід'ємною характеристикою соціальних інвестицій.
В силу розмитості терміну соціальне інвестування до цієї області можна віднести взагалі будь-яку діяльність, тому поряд із загальним визначенням, має сенс виділити найбільш вживане на практиці окремо:

Соціальне інвестування — фінансові вкладення з метою вирішення соціальних проблем і отримання прибутку.

Останнє визначення є найбільш близьким до поняття «інвестиції впливу» і типовим, хоча і не винятковим, і не превалюючим, для характеристики діяльності більшої частини організацій, які системно займаються розвитком соціального підприємництва та етичного банкінгу.
В якості думки прихильників альтернативної точки зору можна навести слова Кевіна Старра — керуючого директора одного зі світових лідерів соціального інвестування Фонду Мулаго, що виділяє ключовою складовою соціальних інвестицій інновативний вплив: «Незалежно від того націлені ви на отримання прибутку (for-profit) або на некомерційну діяльність (not-for-profit), ваша діяльність повинна визначатися тим, що здійснить найбільший соціальний вплив (impact). <…> Моя робота — купувати вплив. Отримувати максимальну <соціальну> віддачу (bang) на кожен мій пожертвуваний долар».

## Історія
Історія соціального інвестування пов'язана із загальним розвитком інституту фінансових вкладень. Приймаючи рішення інвестори стали замислюватися, в тому числі, і над позитивним або негативним впливом на життя суспільства.
Припускається, що найбільш ранні системні елементи соціального інвестування простежуються в діяльності релігійних рухів. Так, в 1758 році річні збори квакерів в Філадельфії заборонили своїм членам брати участь у работоргівлі — купувати або продавати людей. Один із засновників методизму Джон Уеслі (1703—1791), у своїй проповіді «Використання грошей» розвивав принципи соціального інвестування, поставивши на чільне місце принцип «не нашкодь своєю діяльністю сусідові». Зокрема, Уеслі закликав уникати таких галузей, як шкіряне та хімічне виробництво, шкідливих для здоров'я робітників. Деякі з найбільш відомих прикладів використання підходів соціально-відповідального інвестування були релігійно мотивовані. Інвестори уникали «гріховних» підприємств, пов'язаних з такими продуктами як, наприклад, зброя, спиртні напої або тютюн.

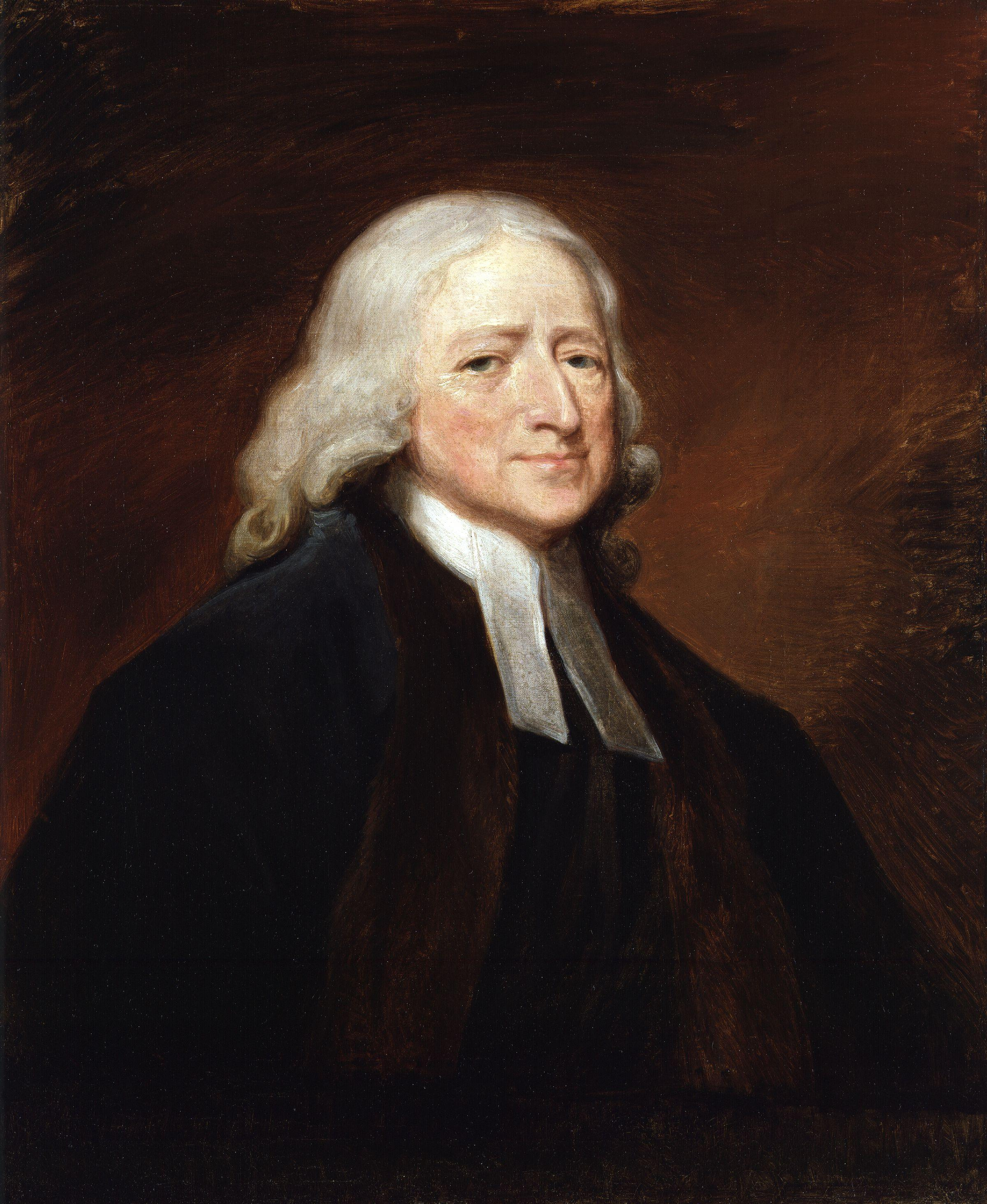
Джон Уеслі (1703—1791) — автор проповіді «Використання грошей», яка розвинула принципи соціального інвестування

### XX століття
Перший спеціалізований в області соціальних інвестицій фонд, Pioneer Fund, був заснований в 1928 році в США. У його інвестиційну декларацію, слідуючи модним «соціально-відповідальним» віянням епохи сухого закону, були включені положення, що повністю виключали можливість інвестицій у виробництво і поширення алкоголю і тютюну.
Сучасна ера соціально-відповідального інвестування наступила в умовах політичного клімату 1960-х років. У той час соціально зацікавлені інвестори все більше прагнули до вирішення питань емансипації жінок, дотримання громадянських прав чорношкірих і поліпшення соціального становища трудящих. Проекти економічного розвитку, розпочаті або очолювані доктором Мартіном Лютером Кінгом, такі як бойкот автобусних ліній в Монтгомері або «Операція» Хлібна корзина"" в Чикаго, привели до створення першої моделі соціально-відповідального інвестування. Кінг поєднував діалог з бойкотами і прямими діями, спрямованими проти конкретних корпорацій. Побоювання з приводу війни у В'єтнамі також були взяті до уваги деякими інвесторами. Багато людей, що жили в ту епоху, пам'ятають фотографію червня 1972 року, на якій була оголена дев'ятирічна дівчинка Фан Тхо Кім Фук, яка з криком бігла до фотографа поки на її спині горів напалм, скинутий на її село. Цей знімок викликав хвилю загального обурення на адресу Dow Chemical, виробника напалму, і протести по всій країні проти компаній, які отримували прибуток від війни у В'єтнамі.
Загострення відносин між різними соціальними групами в другій половині XX століття сприяло посиленню уваги інвесторів до проблеми цілей, на які направлялись їхні кошти. У кінці 1970-х років провідні компанії США та Великої Британії почали розуміти необхідність вироблення цілісних підходів до їх взаємин з суспільством.
Значну роль у появі нових схем соціального інвестування зіграли пенсійні фонди і профспілки. Ще в 1950-х і 1960-х роках профспілки використовували кошти пенсійних фондів кількох роботодавців для цільових інвестицій. Наприклад, фонд «Об'єднані гірники» вкладав кошти в медичні установи, а Міжнародний союз швачок (ILGWU) і Міжнародне братство електриків (IBEW) фінансували засновані профспілками житлові проекти. Профспілки також намагалися використати пенсійні накопичення для залучення акціонерів в боротьбу проти керівництв компаній і здійснення впливу на рішення, що приймалися. У 1978 році зусилля пенсійних фондів в напрямку SRI були стимульовані публікацією «Північ знову підніметься: пенсії, політика і влада в 1980-ті» і подальшими організаційними кроками її авторів, Джеремі Ріфкіна і Ренді Барбера. До 1980 року кандидати в президенти Джиммі Картер, Рональд Рейган і Джеррі Браун вже відстоювали соціальну спрямованість інвестицій пенсійних накопичень.
SRI зіграла важливу роль в ліквідації уряду апартеїду в Південній Африці. Міжнародна протидія апартеїду посилилася після різанини в Шарпевілі 1960 року. У 1971 році преподобний Леон Салліван (який в той час був членом правління General Motors) розробив кодекс поведінки для ведення бізнесу в ПАР який став відомий як Принципи Саллівана. Однак зі звітів про застосування цих принципів, які надходили, слідувало, що американські компанії не намагалися зменшити дискримінацію в Південній Африці. Через ці повідомлень і зростаючий політичний тиск окремі міста, штати, коледжі, релігійні групи і пенсійні фонди по всій території США почали відмовлятися від співпраці з компаніями, які мали бізнес в Південній Африці. У 1976 році Організація Об'єднаних Націй ввела обов'язкове ембарго на поставки зброї в ПАР. З 1970-х до початку 1990-х років великі підприємства уникали інвестицій в Південну Африку в умовах апартеїду. Подальший відтік інвестицій в кінцевому підсумку змусив групу підприємств, що становила 75 % роботодавців ПАР, розробити хартію, яка закликала до припинення апартеїду. Хоча зусилля SRI самі по собі не поклали край апартеїду, з їх допомогою вдалося здійснити значний міжнародний тиск на південноафриканське ділове співтовариство.
В середині і наприкінці 90-х років XX століття SRI стали приділяти більше уваги цілій низці питань, включаючи торгівлю тютюном, взаємне розкриття внутрішньої інформації фондів через довірених осіб і інші аспекти.
В кінці 1990-х років, на хвилі масового розчарування в слідуванні неоліберальним курсом, у багатьох європейських державах (Великій Британії, Франції, Італії, Німеччини, скандинавських країнах) до влади прийшли соціал-демократи, які проголосили реформу соціальної політики під гаслом «держави загального добробуту», яка створила запит на нові форми вирішення соціальних проблем.
З того ж періоду SRI все частіше характеризують як засіб сприяння екологічно сталому розвитку. Багато інвесторів стали вважати наслідки глобальної зміни клімату значним ризиком для бізнесу та інвестицій. У 1989 році Джоан Баварія і Денніс Хейс, координатор першого Дня Землі, заснували CERES, мережу для інвесторів, екологічних організацій та інших громадських груп, зацікавлених у співпраці з компаніями для вирішення екологічних проблем.

### XXI століття
Ще в 1989 році представники галузі SRI зібралися на першу конференцію в Скелястих горах (США) для обміну ідеями та створення імпульсу для нових ініціатив. З тих пір конференція скликається щорічно і проходить на підприємствах, що мають сертифікат «зеленого будівництва» (Green Building), і з 2006 року привертає більше 550 осіб щорічно. Конференцію проводить First Affirmative Financial Network, інвестиційна консалтингова компанія, яка працює з консультантами по всій країні і просуває інвестиційні портфелі, спрямовані на стале і відповідальне інвестування.
У 2000 році Європейський Союз прийняв Лісабонську декларацію, яка поставила завдання трансформації європейської економіки до 2010 року на основі інтеграції економічних і соціальних завдань. Інвестування, що поєднує соціальні і фінансові віддачі на початку 2000-х стало свого роду фірмовим знаком політики європейських соціал-демократів.
У 2001 році у Великій Британії на кошти «Комісії тисячоліття» (англ. Millennium Commission), отримані від Британської національної лотереї, створена перша організація, яка системно займається прямими соціальними інвестиціями — The Foundation for Social Entrepreneurs (FSE), більш відома як UnLtd.
Першим в світі брокерським агентством на боці продавця, який запропонував дослідження SRI, був бразильський банк Unibanco. Сервіс був запущений в січні 2001 року аналітиком Unibanco в області SRI Крістофером Уеллсом з штаб-квартири банку в Сан-Паулу. Дослідження було націлене на фонди SRI в Європі і США, а також на фонди, що не належать до SRI, як в Бразилії, так і за її межами. Дослідження стосувалося екологічних і соціальних проблем (але не питань корпоративного управління) компаній, зареєстрованих в Бразилії. Клієнти Unibanco могли скористатися сервісом безкоштовно, сервіс пропрацював до середини 2002 року.
З опорою на досвід індустрій, які використовували відклик капіталовкладень в якості інструменту боротьби з апартеїдом, в 2006 році була створена «Цільова група по вилученню капіталовкладень в Судані» у відповідь на геноцид, який стався в регіоні Дарфур. Уряд США підтримав прийняття Суданом Закону про відповідальність і відчуження в 2007 році.
У березні 2010 року Єврокомісія опублікувала нову десятирічну стратегію розвитку EU 2020 року, яка продовжує ідеї, закладені Лісабонської декларацією. Її метою стало поліпшення макроекономічних показників і економічна стабільність. На думку експертів вони можуть бути досягнуті лише при оптимальному поєднанні короткострокових завдань антикризового управління та довгострокових пріоритетів соціального інвестування.
У квітні 2012 року у Великій Британії було відкрито незалежний фонд Big Society Capital — перший в світі оптовий фінансовий інститут, який здійснює соціальні інвестиції в інші банки, фонди і фінансові компанії, що займаються роботою з кінцевими соціальними підприємствами.
Іншою важливою тенденцією останнього часу стало прагнення соціальних інвесторів захистити права корінних народів від впливу промислових компаній по всьому світу. Конференція SRI в Скелястих горах в 2007 році включала пре-конференцію щодо вирішення проблем корінних народів. Здорові умови праці, справедлива заробітна плата, безпека продукції і рівні можливості зайнятості також залишаються головними проблемами для багатьох соціальних інвесторів. В середині 2010-х років деякі фонди розробили стратегії інвестування в гендерну призму для забезпечення рівності на робочому місці і загального добробуту жінок і дівчаток.

## Інвестиційні стратегії та бізнес-моделі
Стратегії соціального інвестування можуть бути різними, в залежності від конкретного змісту, що вкладається інвесторами в це поняття і заданих ним співвідношень фінансового і соціального результатів діяльності.
Наприклад, доречними можуть бути наступні бізнес моделі:
- «Інвестиції плюс» — поєднує отримання доходу за ринковими ставками з підтримкою соціальної місії бенефіціара.
- «Поворотний грант» — (часткове) повернення коштів інвестору, в тому числі на умовах і за ставками м'якшими/нижчими за ринкові.

Соціальне інвестування в цілому дотримується загальних для «альтернативних» фінансів принципів, поширюючи їх як на внутрішні бізнес-процеси, так і на зовнішню стратегію, зокрема:
- «Колективною декларацією соціальних організацій до фінансових інститутів» (англ. The Collevecchio Declaration on Financial Institutions and Sustainability) — шістьма принципами: стійкості, «не нашкодь», відповідальності, підзвітності, прозорості, підтримки стійкості ринків і спрямованої на це державної політики[29].
- «Принципами відповідального інвестування» (англ. The Principles for Responsible Investment[en]) заснованих на обліку «екологічних, соціальних та управлінських» правил на всіх етапах діяльності[30][3].
- «Принципами Екватора» (англ. The Equator Principles[en]) — ризик-менеджменту, щодо екологічних та соціальних ризиків[31].

Найбільш поширеними стратегіями соціального інвестування є:
- Цільові тематичні інвестиції в стійкий розвиток (англ. Sustainability Themed Investment) — включають інвестиції в запобігання глобальним змінам клімату, розвиток екотехнологій, охорону здоров'я, виробництво і використання поновлюваних джерел енергії, ефективне використання природних ресурсів.
- Позитивний скринінг: відбір за принципом «кращий в класі» (англ. Best in Class Investment Selection) — стратегія по вибору найбільш вдалої інтеграції ESG-критеріїв в діяльність компанії.
- Нормативний скринінг (англ. Norms-based Screening) — відбір об'єктів для інвестицій, що точно відповідають міжнародним нормам і стандартам в соціологічній та екологічній сферах, а також в області корпоративного управління.
- Відсіювання (англ. Exclusion of holdings from investment universe) — заборона на вкладення в окремі організації, види діяльності, сектори економіки і навіть країни.
- Інтеграція ESG-факторів в фінансовий аналіз (англ. Integration of ESG Factors in Financial Analysis)  - виявлення впливу ESG-критеріїв на стан компанії і показники її діяльності.
- Активізація власників акцій (англ. Engagement and Votingon Sustainability Matters) — вплив на поліпшення прозорості компанії.
- Інвестиції впливу (англ. Impact Investment) — вкладення в організації, що мають на меті вплив на соціальні та економічні проблеми, а також їхні рішення.

Провідними формами соціальних інвестицій в широкому сенсі є:
- забезпечений кредит під заставу матеріальних активів;
- резервний кредит — наперед визначена можливість оперативного отримання коштів при незбалансованості потоків;
- овердрафт;
- проміжний короткостроковий кредит, що покриває потреби до початку реалізації основної фінансової схеми;
- благодійний капітал, який не передбачає (ефективної) фінансової віддачі;
- інвестування в розвиток місцевої громади, створення кооперативів;
- «терплячий капітал», який не передбачає швидкої і / або максимальної віддачі;
- капітал розвитку — інвестиції в становлення діяльності, розробку продуктів, послуг або проектів, які можуть стати джерелом прибутку;
- акціонерне фінансування (не є типовим, так як більшість організацій третього сектора не є акціонерними товариствами);
- мікрокредитування соціальних підприємств, які зазнають труднощів з отриманням стандартних банківських продуктів;
- соціальні облігації.

## Глобальний контекст

Логотип ініціативи PRI (Principles for Responsible Investment)

Соціально-відповідальне інвестування — явище глобальне. З огляду на міжнародний характер бізнесу, соціальні інвестори часто інвестують в компанії, що проводять міжнародні операції. У міру того як міжнародні інвестиційні продукти та можливості розширювалися, росли і міжнародні продукти SRI. Число соціальних інвесторів росте у всіх розвинених країнах і країнах, що розвиваються. У 2006 році були оприлюднені Принципи відповідального інвестування (PRI) Програми ООН по навколишньому середовищу. Ці принципи забезпечують інвесторам основу для включення екологічних, соціальних та управлінських факторів (ESG) в інвестиційний процес. PRI зібрали понад 1500 підписантів, керуючих активами на суму понад 60 трильйонів доларів США.
Глобальний альянс з стійких інвестицій (GSIA) — співпраця заснованих на членстві організацій стійких інвестицій з усього світу, включаючи Європейський форум з стійких інвестицій (Eurosif), Британську асоціацію стійких інвестицій і фінансів (UKSIF), Асоціацію відповідальних інвестицій Австралії (RIAA), Асоціацію відповідальних інвестицій Канади (RIA Canada), Форум стійких і відповідальних інвестицій (USSIF), Нідерландську асоціацію інвесторів за сталий розвиток (VBDO) і Японський форум з стійких інвестицій. Місія GSIA полягає в тому, щоб посилити вплив і помітність стійких інвестиційних організацій на глобальному рівні.
Global Sustainable Investment Review 2018 — четверте видання цього дворічного звіту продовжує залишатися єдиним документом, що об'єднує результати досліджень ринку, що проводяться регіональними форумами зі стійких інвестицій із Європи, США, Японії, Канади, Австралії та Нової Зеландії. Звіт дає уявлення про стійке інвестування на цих ринках на початку 2018 року на основі докладних регіональних і національних звітів членів GSIA: Eurosif, Japan Sustainable Investment Forum (JSIF), Responsible Investment Association Australasia, RIA Canada і US SIF. У цей звіт також включені дані по африканському ринку стійкого інвестування з «Африканського барометра інвестування з метою впливу» і по Латинській Америці з «Принципів відповідального інвестування».
Звіт за 2018 рік показує, що глобальні активи для сталого інвестування на п'яти основних ринках склали 30,7 трлн дол США на початку 2018 року, що на 34 % більше, ніж на два роки раніше. З 2016 до 2018 року найбільш швидкозростаючим регіоном була Японія, за нею слідували Австралія / Нова Зеландія і Канада. Вони також склали трійку найбільш швидкозростаючих регіонів за попередній дворічний період. Три найбільших регіони за вартістю їхніх стійких інвестиційних активів — це Європа, США і Японія.

## Ринкові показники
Станом на 2012 рік, за даними Американського форуму сталого розвитку (USSIF), обсяг американського ринку інвестицій, врегульованого ESG-факторами став 11,3 % від загального обсягу ринку в 3,3 трлн доларів США.
За даними Eurosif, з 2009 по 2011 рік найбільше динамічним темпами, показавши 137 % збільшення, зростала стратегія нормативного скринінгу; стратегії відсіювання і позитивного скринінгу показали зростання 119 % і 113 % відповідно.
У період з 2010 по 2012 рік 176 інституційних інвесторів з активами в 1,28 трлн дол США і 32 інвестиційні компанії, що управляють 251,3 млрд доларів США звернулися в портфельні компанії з пропозиціями, що стосуються ESG-факторів.
Обсяг ринку соціальних інвестицій у Великій Британії склав 165 млн фунтів стерлінгів в 2011 році і 286 млн фунтів стерлінгів в 2012.
На 2012 рік, за даними Американського форуму сталого розвитку (USSIF), обсяг американського ринку інвестицій, врегульованого ESG-факторами становив 11,3 % від загального обсягу ринку в 333 трлн дол США.

## Ефективність
У той час як традиційне інвестування при прийнятті інвестиційних рішень передбачає облік тільки традиційних ризиків і прибутковості, соціально-відповідальне інвестування, як уже було сказано, враховує і етичні чинники. Отже, часто виникає питання про те, чи розумно бути етичним з фінансової точки зору при прийнятті інвестиційних рішень. Суперечки про те, чи можна щось виграти чи програти, проявляючи етичну і соціальну відповідальність при прийнятті інвестиційних рішень, тривають. Ряд досліджень продемонстрували відсутність переконливих доказів того, що ефективність соціально-відповідальних інвестицій перевершує показники традиційних або навпаки.

### Порівняння прибутковості портфелів і ефективності інвестиційних фондів
У кількох дослідженнях, проведених в різних місцях, була проаналізована ефективність соціально-відповідального (SRI) і традиційного (CI) інвестування з використанням різних моделей і методологій вимірювання ефективності. Одна з груп, використовуючи чотирьохфакторну модель Кархарта виявила, що підхід, при якому акції з високими оцінками SRI купуються, а з низькими — продаються, дає позитивно аномальні результати до 8,7 % в рік, що дозволяє припустити, що інвестори можуть досягти етичних цілей як мінімум без шкоди для своїх фінансових показників. Інша група, також використовуючи чотирьохфакторну модель Кархарта, зазначила, що при інвестуванні акцій в екологічно чисті компанії підвищена прибутковість становить 7 %. Однак третя група дослідників, використовуючи ту ж модель, виявила, що показники по акціям SRI статистично не відрізняються від показників за звичайними акціями. Більш того, четверта група застосувавши ту ж модель, виявила портфель, що включає «акції гріха» (алкоголь, тютюн, азартні ігри), що значно перевершує по ефективності аналогічно порівнянні акції, що вказує на те, що інвестори в акції SRI можуть втратити вкладення. Однак після обліку управлінських навичок, транзакційних та комісійних витрат ще одна група дослідників не виявила переваги між портфелями з «гріховними» акціями і порівнянними портфелями SRI.
В деякий інших дослідженнях проводилися порівняння ефективності фондів SRI з традиційними фондами. У той час як в деяких дослідженнях для порівняння результатів використовувалася тільки CAPM-модель (модель ціноутворення капітальних активів))), в інших використовувалися багатофакторні моделі, такі як трьохфакторна модель Фама-Френча і чотирьохфакторна модель Кархарта. Ці дослідження не виявили статистично значущої різниці в ефективності між SRI і традиційними фондами.

### Порівняння показників фондових індексів
Оскільки різниця в ефективності фондів може бути пов'язана з процесом вибору/побудови портфеля та/ або здібностями керуючих фондами, а не з характером самих інвестицій, деякі дослідники замість цього порівнюють показники індексів. У двох перших (1997, 2000) таких дослідженнях було проведено порівняння показників соціального індексу Domini 400 і S&P 500. Коефіцієнт Шарпа і CAPM-модель використовувалися для оцінки альфи Дженсена для порівняння, і не було виявлено значних відмінностей в показниках двох індексів. В подальшому (2006) дослідженні було проведено порівняння чотирьох індексів SRI (Domini 400, Calvert, Citizen's Index і Dow Jones Sustainability — US Index) з індексом S&P 500 в період з 1990 по 2004 рік і було виявлено, що прибутковість за індексами SRI перевищувала прибутковість S&P 500, навіть якщо вона не була статистично значущою Дослідники вивчали показники в США (2006) і за їхніми межами (2007), вивчивши 29 показників індексів SRI по всьому світу. При використанні CAPM-моделі для оцінки альфи Дженсена як показника ефективності, не було виявлено ніяких істотних свідчень недостатності/надмірності показників. Порівняння SR-індексів зі звичайними індексами в глобальному масштабі з використанням граничного умовного стохастичного домінування показало (2014 року), що є «вагомі докази того, що за соціально-відповідальне інвестування доводиться платити фінансову ціну».
Але ще більш пізнє (2018) дослідження показало, що «поліпшення репутації з КСВ збільшує прибуток».
Таким чином, в загальному випадку ефективність соціальних інвестицій визначити досить складно, тим більше говорити про акценти, які приведуть до успішності цієї діяльності.

### Якісні оцінки
Проводилися також дослідження на якісному рівні. Так, в 2013 році компанія Endeavor Global, Inc., під керівництвом Лінди Роттенберг, не ставлячи за мету відповісти на питання безпосередньо, провела порівняльний аналіз успішності соціальних інвестицій, і прийшла до висновку, що чим менше в діяльності конфліктів між фінансовою ефективністю і соціальним ефектом, тим кращий результат досягається в обох напрямках. Більш того, автори цього дослідження рекомендують при соціальній меті, що поставлена, і визначенні напрямку руху, зосередитися саме на досягненні максимальних фінансових показників, тоді і ефективність в обох напрямках, за їхніми висновками, буде найкращою.